# Symplektisches Eulerverfahren
In der numerischen Mathematik ist das symplektische Eulerverfahren eine Modifikation des Eulerverfahrens zur Lösung der Hamiltonschen Gleichungen, gewisser Systeme gewöhnlicher Differentialgleichungen, die in der klassischen Mechanik vorkommen. Es hat denselben Aufwand wie das Eulerverfahren, liefert aber dennoch bessere Ergebnisse. Das symplektische Eulerverfahren kann als Verknüpfung des expliziten und des impliziten Eulerverfahrens angesehen werden.
Generell bezeichnet man ein numerisches Rechenverfahren als symplektisch, wenn es in der Anwendung auf ein Hamilton-System eine symplektische Abbildung beschreibt.
Symplektische Verfahren erhalten die symplektische Struktur. Das ist wünschenswert, weil der Fluss von Hamilton-Systemen symplektisch ist und die Verfahren aufgrund ihrer Symplektizität gewisse Erhaltungsgrößen des Flusses ebenfalls erhalten.